# استیو جونز (بازیکن فوتبال، زاده ۱۹۵۷)
استیو جونز (انگلیسی: Steve Jones؛ زادهٔ ۲۵ ژوئیهٔ ۱۹۵۷) بازیکن فوتبال اهل بریتانیا است.
از باشگاه‌هایی که در آن بازی کرده‌است می‌توان به باشگاه فوتبال ویمبلدون، باشگاه فوتبال والسال، و باشگاه فوتبال کویینز پارک رنجرز اشاره کرد.